# Marilia fusca
Marilia fusca är en nattsländeart som beskrevs av Kimmins in Mosely och Douglas E. Kimmins 1953. Marilia fusca ingår i släktet Marilia och familjen böjrörsnattsländor. Inga underarter finns listade i Catalogue of Life.